# Liesel Simon

Liesel Simon mit Kasper und Schellack-Platte

Karoline „Liesel“ Simon (* 21. August 1887 als Karoline Simon in Neumarkt in der Oberpfalz; † 23. Mai 1958 in Quito, Ecuador) war eine deutsche Puppenspielerin. Sie wurde vor allem bekannt durch ihr Frankfurter Kasperl-Theater.

## Leben
Liesel Simon, geb. Goldschmidt, stammte aus Neumarkt in der Oberpfalz. Sie war das jüngste von zehn Kindern des Herd-, später Fahrradfabrikanten Joseph Goldschmidt und seiner Frau Julie. Im Jahr 1919 heiratete sie den Kaufmann Paul Jacob Simon, dessen Familie in der Frankfurter Altstadt ein Geschäft für Spazierstöcke, Schirme, Naturrohr, Tee und Lacke führte. In den Jahren 1911 und 1913 kamen die beiden Söhne Hans und Fritz zur Welt.
Nach eigener Aussage waren die Söhne für Liesel Simon der Impuls, mit dem Puppenspiel anzufangen. Gegen Ende des Ersten Weltkrieges professionalisierte sie dann diese Beschäftigung und ging mit ihren Auftritten an die Öffentlichkeit, wobei sie zunächst ein Zimmer ihrer Wohnung nutzte. Zur Jahreswende 1918/19 ließ sie dann ihr Unternehmen als „Erstes Münchner Puppentheater“, „Liesel Simons Kasperl-Theater“ oder auch „Münchner Puppen- / Kasperltheater Liesel Simon“ handelsrechtlich eintragen und absolvierte bald Auftritte im gesamten Rhein-Main-Gebiet.
Sie ließ drei zerlegbare, transportable Bühnen mit Beleuchtung bauen und engagierte professionelles Personal. Die bildenden Künstler Erna Pinner, Else Hecht und Hans Brenner gestalteten zum Beispiel die Puppen, für die Dekoration und das Bühnenbild war der Grafiker Franz Karl Delaville zuständig. Von Anfang an war Liesel Simon außerdem dem damals neuen Medium Rundfunk verbunden. So gestaltete sie ab dem Jahr 1924 eine regelmäßig ausgestrahlte Kinderstunde im Südwestdeutschen Rundfunk. Ihre Stücke wurden zudem auf Schellack-Platten vertrieben. Die Deutsche-Grammophon-Gesellschaft veröffentlichte 16 Kasperle-Episoden auf insgesamt acht Platten. Als Sprecher konnte sie u. a. Hermann Kner vom Burgtheater in Wien und Anton Guthke vom Frankfurter Neuen Theater sowie Paul Roland von den Kammerspielen Frankfurt gewinnen. Von ihr selbst bearbeitete Kindermärchen, Stücke des Münchner Puppenspiel-Autors Franz Graf von Pocci und eigene Werke wurden aufgeführt. Schon früh kam es dabei zu einer intensiven Zusammenarbeit mit der Pädagogin, Journalistin und Schriftstellerin Martha Wertheimer. Im Jahr 1931 wurde Liesel Simon als einzige Frau in den Vorstand des Bundes deutscher Puppenspieler gewählt und stand mit dem damals wohl bekanntesten Puppenspieler und Vorstandskollegen Max Jacob in engem Austausch.
Mit dem Erstarken des Nationalsozialismus in Deutschland gestaltete sich die Lage der Mitglieder der Familie Simon zunehmend schwierig, da sie jüdischen Glaubens waren. Nach der Machtergreifung der NSDAP wurde Liesel Simon 1933 Berufsverbot erteilt; lediglich im Rahmen des Jüdischen Kulturbundes konnte sie noch auftreten. Dabei hatte sie mit ihren Gagen bis 1933 den wesentlichen Teil des Familieneinkommens bestritten. Die Zeit ab 1933 überbrückte sie zuerst mit Ersparnissen, später wurde sie auch von Familienangehörigen aus dem Ausland unterstützt. Im Jahr 1933 verließen die beiden Söhne Deutschland: Hans Simon floh über Palästina und Spanien nach Ecuador. Sein Bruder Fritz flüchtete zeitgleich nach Frankreich, diente zuerst in der Fremdenlegion und arbeitete für einen Resistance-Radiosender. In Paris lernte er seine spätere Frau kennen, mit ihr und den drei Kindern ging er Ende der 1940er Jahre ebenfalls nach Ecuador. Auch Liesels Ehemann Paul Jacob Simon floh 1935 nach Paris. 1942 wurde er dort verhaftet und im Sammellager Drancy interniert, dann nach Auschwitz deportiert und ermordet.

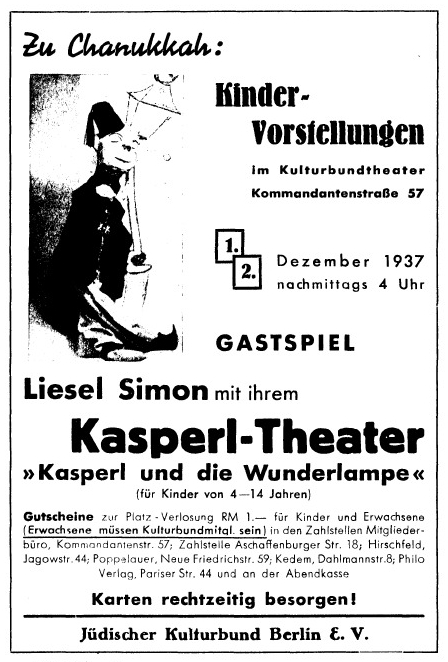
Anzeige für den letzten bekannten Auftritt von Liesel Simon in Deutschland

Liesel Simon blieb anfänglich in Deutschland. Letzte künstlerische Aktivitäten sind zwischen 1935 und 1937 belegt: Sie wirkte als Regisseurin und Schauspielerin am Schattenspiel „Dr. Dolittle und seine Tiere“ – mit Figuren der Künstlerin Erna Pinner. Außerdem trat sie in Frankfurt in der Jüdischen Gemeinde auf, und in Neu-Isenburg spielte sie im Heim von Bertha Pappenheims Jüdischem Frauenbund. Für Berlin sind in den Jahren 1936 (mit dem Stück „Kasperle wandert aus“) und 1937 (mit dem Stück „Kasperl und die Wunderlampe“) zwei Auftritte bei Veranstaltungen des Kulturbundes nachgewiesen. In dieser Zeit wurde sie mehrfach verhört. Ihr wurden u. a. Devisenvergehen zur Last gelegt, weil sie einige persönliche Gegenstände an ihre zukünftige Schwiegertochter nach Paris hatte schicken lassen. Spät bemühte sie sich um ihre Ausreise. Am 26. Oktober 1940 erhielt sie letztlich eine Unbedenklichkeitsbescheinigung, die ihr die Auswanderung gestattete, zudem wurde ihr ein Reisepass ausgestellt. Schließlich gelang es ihr, eine Buchung für das Flüchtlingsschiff „Navemar“ zu erhalten. Neben Gegenständen ihres Haushalts konnte sie laut Umzugsgutverzeichnis auch wesentliche Gegenstände ihres Theaters mitnehmen: „1 Bambustheater in Zelt verpackt, 14 Kulissen und Stangenzubehör, 1 Mappe mit Manuskripten und Fotos, 1 Kästchen m. Tuben, Farben, Pinseln und Puppenhütchen, 1 Sonnendecke für Theater, 2 blaue Theaterdecken und 58 Kasperltheater-Manuskripte sowie 36 Puppen und 15 Puppenköpfe.“ Das Schiff stach am 6. August 1941 mit ca. 1180 jüdischen Exilanten an Bord in See. Über Cadiz und Lissabon führte der Weg des überladenen Fracht-Dampfers über die Bermudas und Kuba in die USA. Viele der Passagiere steckten sich mit Typhus an oder erkrankten an Lebensmittelvergiftungen. Sechs der Auswanderer starben auf der Fahrt, ein siebter kurz nach der Ankunft in New York, wo das Flüchtlingsschiff nach fast siebenwöchiger Fahrt am 12. September 1941 ankam.

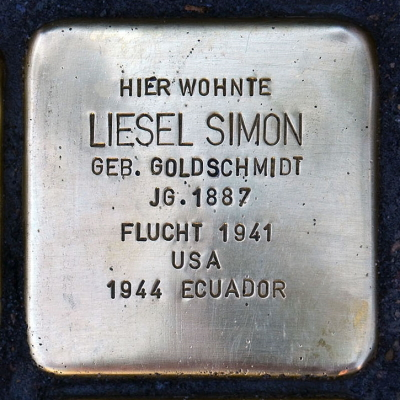
Stolperstein für Liesel Simon im Marbachweg 333 in Frankfurt am Main

Liesel Simon fand hier Aufnahme bei ihrer Schwester. Von ihr geplante Auftritte für Emigrantenkinder sind wahrscheinlich, allerdings nicht belegt. Im Frühjahr 1944 zog sie zu ihrem Sohn Hans/Juan, der inzwischen in Quito eine Familie gegründet hatte. Fritz/Fred kam 1949 dazu. Liesel Simon lernte spanisch und führte laut Aussage ihrer Enkelin Jacqueline für die Kinder von Quito Puppenspiele auf. Konkrete Belege für die Aufführungen gibt es allerdings nicht.
1954 machte sie gegenüber der Bundesrepublik Deutschland Entschädigungsansprüche geltend. Durch eidesstattliche Versicherungen verschiedener Unterstützer hinsichtlich ihres künstlerischen Engagements in Deutschland konnte sie letztlich ihre Ansprüche durchsetzen. Von dem ihr wieder ausgestellten deutschen Pass machte sie keinen Gebrauch mehr.
Am 23. Mai 1958 verstarb sie im Kreis ihrer Familie. Durch die Vermittlung der Frankfurter Historikerin Hanna Eckhardt vermachten ihre Enkelinnen einen Großteil der Puppen 2015 dem Historischen Museum Frankfurt, wo sie im „Liesel-Simon-Kabinett“ präsentiert werden. Am 23. Juni 2019 wurden zur Erinnerung an sie und ihre Familie vier Stolpersteine im Marbachweg 333 verlegt.

## Werke/Schriften
- Liesel Simon’s Kasperl Theater (Broschüre). Frankfurt am Main 1928.
- Kasperl als Diener / Kasperl und der Teufel (Deutsche Grammophon-Aktiengesellschaft 22014, Berlin; Deutsches Musikarchiv in Leipzig, T 2016 HB 00680).
- Kasperl als Nachtwächter / Kasperl und die Kasperltante (Deutsche Grammophon-Aktiengesellschaft 22333, Berlin; Deutsches Musikarchiv in Leipzig, T 2011 HB 00508).
- Kasperl und Frau Holle / Kasperl rettet Hänsel und Gretel (Deutsche Grammophon-Aktiengesellschaft 27082, Berlin; Deutsches Musikarchiv in Leipzig, T 2009 HC 00599).
- Kasperl und der Polizist / Kasperl und sein Luftschiff (Deutsche Grammophon-Aktiengesellschaft 22334, Berlin; Deutsches Musikarchiv in Leipzig, T 2016 HB 00681).